# Santiago Denia
Pour les articles homonymes, voir Santi.
Santiago Denia Sánchez, surnommé Santi, est un  footballeur international espagnol né le 9 mars 1974 à Albacete. Il évoluait au poste de défenseur. Il devient ensuite entraîneur. 

## Biographie

### Joueur

#### En club
Santi joue en faveur de l'Albacete Balompié et de l'Atlético de Madrid.
Il dispute un total de 297 matchs en première division espagnole, inscrivant huit buts, et 64 matchs en deuxième division, marquant deux buts.
Au sein des compétitions continentales européennes, il joue sept matchs en Ligue des champions, et 21 en Coupe de l'UEFA (deux buts).
Avec l'Atlético, il est quart de finaliste de la Ligue des champions en 1997, puis demi-finaliste de la Coupe de l'UEFA en 1998 et 1999.

#### En équipe nationale
Avec les espoirs, il participe au championnat d'Europe espoirs en 1996. L'Espagne s'incline en finale face à l'Italie après une séance de tirs au but.
Il participe ensuite avec la sélection olympique aux Jeux olympiques d'été de 1996 organisés à Atlanta. Lors du tournoi olympique, il joue trois matchs, inscrivant un but contre l'Australie.
Santi reçoit deux sélections en équipe d'Espagne. Il joue son premier match en équipe nationale le 11 octobre 1997, contre les îles Féroé, lors des éliminatoires du mondial 1998 (victoire 3-1 à Gijón). Il joue son second match le 25 mars 1998, en amical contre la Suède (victoire 4-0 à Vigo).

### Entraîneur
À compter de 2010, il est sélectionneur de l'équipe d'Espagne des moins de 17 ans, avec qui il remporte le championnat d'Europe en mai 2017. Par la suite, en octobre 2017, il mène l'Espagne en finale de la Coupe du monde des moins de 17 ans.
- depuis juil. 2025 :  Al-Shahania SC

## Palmarès
- Finaliste du championnat d'Europe espoirs en 1996 avec l'équipe d'Espagne espoirs
- Champion d'Espagne en 1996 avec l'Atlético de Madrid
- Champion d'Espagne de D2 en 2002 avec l'Atlético de Madrid
- Vainqueur de la Copa del Rey en 1996 avec l'Atlético de Madrid